# Tenkawa
Tenkawa (天川村?) è un villaggio giapponese della prefettura di Nara.